# كنيسة كرسي مريم
كنيسة كرسي مريم (باللاتينية: Ecclesia Kathismatis) (باليونانية: κάθισμα, رومنة: kathisma, lit. 'seat') هي كنيسة بيزنطية من القرن الخامس في الأرض المقدسة، وتقع بين القدس وبيت لحم، على ما يعرف اليوم باسم طريق الخليل. بنيت الكنيسة عندما ازدادت أهمية العبادة المريمية أول مرة، بعد مجمع أفسس الأول عام 431. كما إنها واحدة من أقدم الكنائس المعروفة بأنها كُرِّست لوالدة الإله (السيدة مريم العذراء) في الإمبراطورية البيزنطية بأكملها.

## اكتشاف
اكتشفت بقايا كنيسة كرسي مريم بالصدفة أثناء أعمال بناء الطريق السريع رقم 60 عام 1992 بالقرب من دير مار الياس. وقد غيير مسار الطريق السريع لتجنب إلحاق الضرر بالموقع، بحيث أصبحت الأنقاض الآن على بعد خطوات من الطريق، عند الحدود البلدية بين القدس وبيت لحم قبل حرب عام 1967. تم التنقيب في الموقع في عام 1997.

## تاريخ
كشفت الحفريات الأثرية عن بقايا محتملة لمزار صغير من النصف الأول من القرن الخامس، ولكن بشكل أساسي كنيسة كبيرة وفخمة مثمنة الأضلاع وديرها، بنى في الأصل حوالي عام 456 على يد الأرملة إيكيليا، ورمم بشكل كبير في وقت ما بين 531-538.
حُُول المدخل الجنوبي إلى محراب في النصف الأول من القرن الثامن، في حين يُعتقد أن بقية الهيكل كان لا يزال يستخدم ككنيسة. وتشمل التغييرات الهيكلية الأخرى حجب المحراب الشرقي وإعادة تصميم الأرضيات الفسيفسائية. يعتقد العلماء أن الكنيسة هُجرت خلال القرن العاشر ونُقلت ببطء للحصول على مواد البناء الخاصة بها.

## الأهمية والمستجدات

### عبادة ماريان جديدة
كانت كنيسة الكاثيسما أقدم كنيسة مخصصة بشكل صارم لمريم العذراء في القدس والمنطقة المحيطة بها. وقد كُرِّست لوالدة الإله، بما يتفق إلى حد كبير مع القرارات المتخذة في مجمع أفسس فيما يتعلق بالعقيدة المسيحية في عام 431م، وقد بُنيت تحت إشراف أسقف القدس، جوفينال، أحد المشاركين في مجمع أفسس.
ترتبط الكنيسة بتقديم أقدم عيد مريمي صارم، وهو الاحتفال بوالدة الإله، والذي افتتحه جوفينال في كاثيسما. في البداية، حدد في 15 أغسطس، ولكن كان لا بد من تأجيله لمدة يومين، إلى 13 أغسطس، لإفساح المجال لعيد مريمي آخر، وهو عيد انتقال العذراء. بنيت الكنيسة عام 456، أي بعد خمس سنوات من مجمع خلقيدونية، الذي أعاد التأكيد على قرارات أفسس ومنح جوفينال، بصفته أسقف القدس، الاستقلال الكنسي، على قدم المساواة مع روما والقسطنطينية والإسكندرية وأنطاكية.

### موكب الشموع
أدخل إيكيليا في كاثيسما عادة جديدة: موكب الشموع للاحتفال بتطهير مريم العذراء في الهيكل في القدس بعد أربعين يومًا من ولادة يسوع. ثم انتشرت هذه العادة أولاً إلى جزء كبير من الكنيسة الشرقية، ثم في وقت لاحق إلى الكنيسة الغربية حيث تُعرف باسم "عيد الشموع".

### نموذج معماري
بُنيت كنيسة الكاثيسما القديمة على شكل مثمّن الأضلاع. لقد لوحظ أن الكنائس المثمنة المهمة التي بُنيت على جبل جرزيم وكفر ناحوم في القرن الخامس، بالإضافة إلى قبة الصخرة الإسلامية في أواخر القرن السابع، كلها مبنية على نفس النمط المعماري الذي بُنيت عليه كنيسة الكاثيسما السابقة، وهو ما قد يشير إلى أنها كانت بمثابة النموذج لتلك المباني..

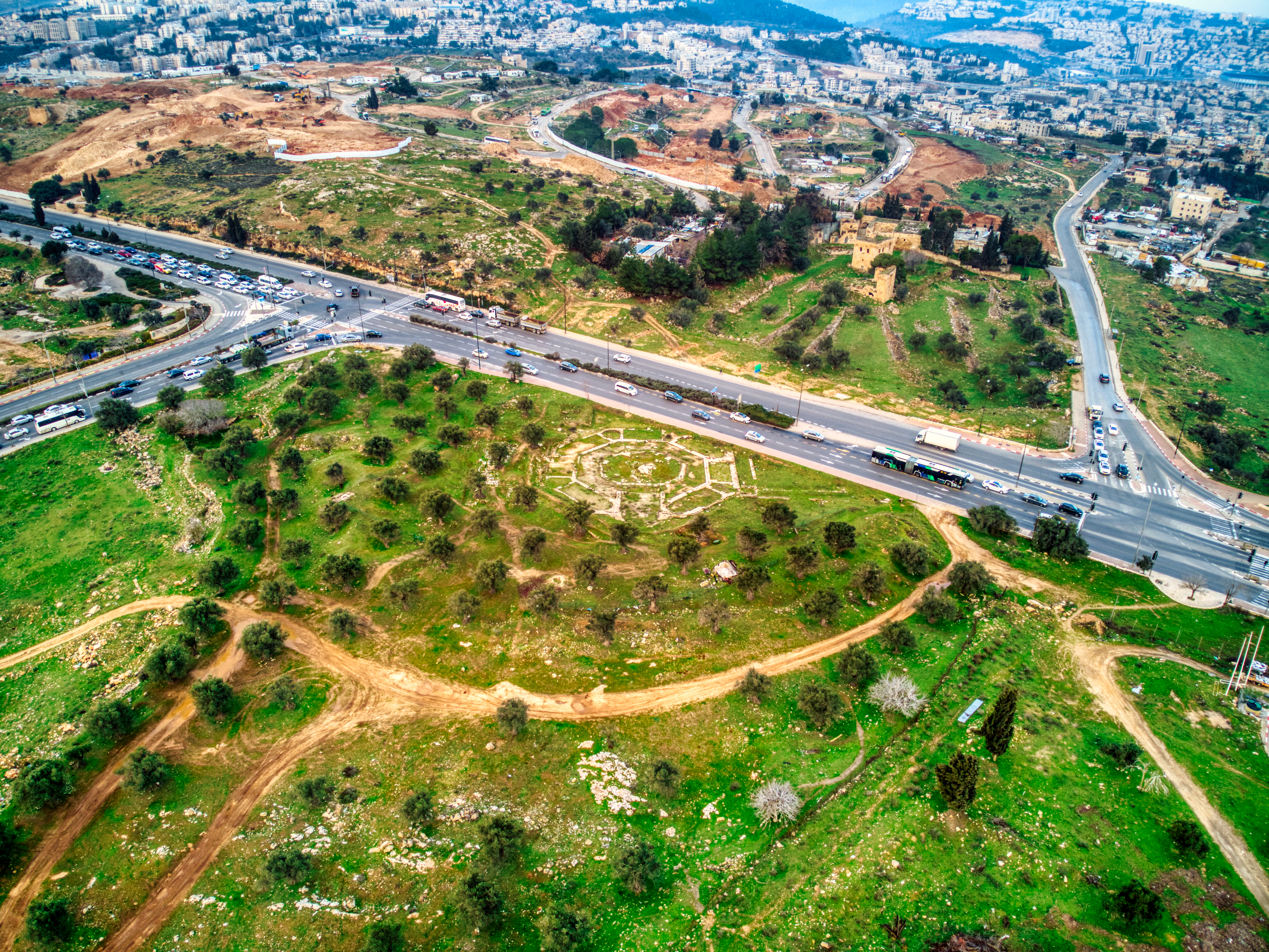
كنيسة كاثيسما وجفعات هاماتوس

## الوصف
كان المبنى ذو مخطط مثمن بمساحة 43 م × 52 م (141 قدم × 171 قدم)، وهو مماثل بكنيسة المهد في بيت لحم التي يرجع تاريخها إلى القرن الرابع والكنائس البيزنطية الأخرى، والتي تم تقليدها في بناء قبة الصخرة الإسلامية في أواخر القرن السابع،  مع صخرة كاثيسما في الوسط. رصفت معظم غرف الكنيسة بالفسيفساء الملونة ذات التصاميم الزهرية والهندسية، وقد أضيف بعضها في القرن الثامن.

### دي سيتو تيراي سانكتاي (القرن السادس)

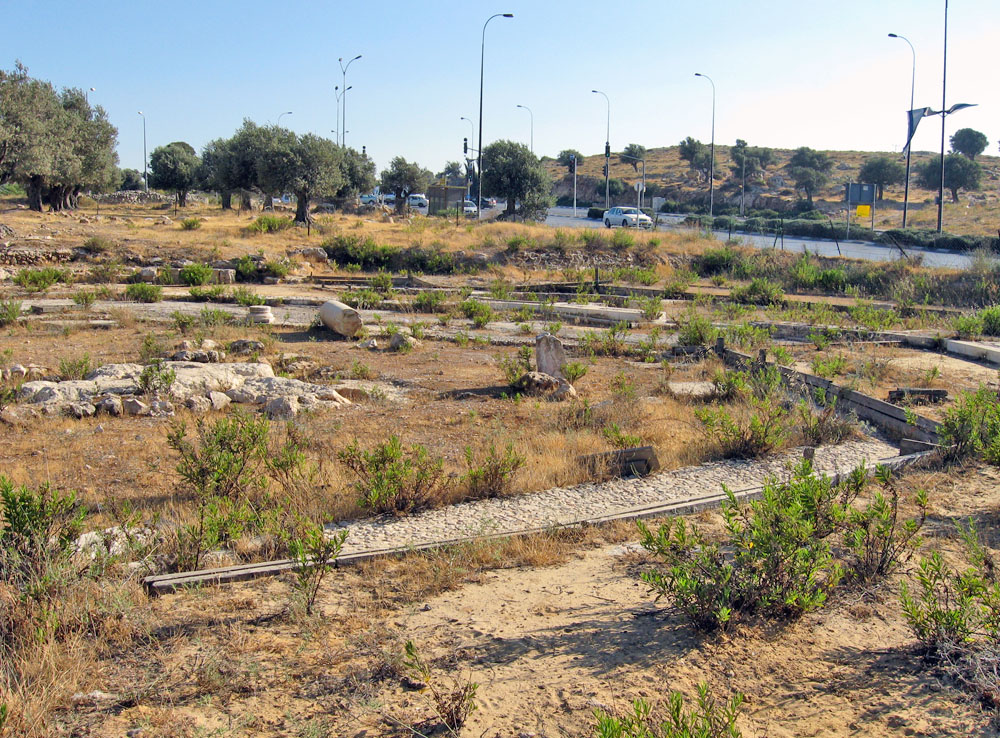
بقايا الكنيسة